# Cantó de Grassa Sud
El cantó de Grassa Sud és un cantó francès del departament dels Alps Marítims, situat al districte de Grassa. Té 2 municipis i part del de Grassa.

## Municipis
- Grassa
- Pegomaç
- Auribèu de Sianha

## Història
| Data d'elecció                           | Identitat                | Partit    | Qualitat |
| ---------------------------------------- | ------------------------ | --------- | -------- |
| 1973-1986                                | Hervé de Fontmichel      | UDF       |          |
| 1986-1998                                | Jean-Pierre Leleux       | UDF       |          |
| 1998-                                    | Jean-Raymond Vinciguerra | Les Verts |          |
| les dades anteriors no són pas conegudes |                          |           |          |
|                                          |                          |           |          |

| 1962 | 1968 | 1975 | 1982 | 1990 | 1999   | 2006   |
| ---- | ---- | ---- | ---- | ---- | ------ | ------ |
| -    | -    | -    | -    | -    | 28.891 | 30.783 |